# Daniel James (Fußballspieler)
Daniel Owen „Dan“ James (* 10. November 1997 in Beverley, England) ist ein walisischer Fußballspieler, der derzeit bei Leeds United unter Vertrag steht. Der Flügelspieler ist seit November 2018 walisischer Nationalspieler.

## Karriere

### Verein
James begann mit dem Fußballspielen bei Hull City und wechselte im Jahr 2014 für eine Gebühr von 72.000 Pfund nach Wales zu Swansea City. Dort spielte er vorerst für deren U-18-Akademie, bevor er ein wichtiger Bestandteil der U-23-Mannschaft der Swans wurde. Im Januar 2016 kam er erstmals mit der ersten Mannschaft in Kontakt und saß bei der 3:2-Pokalniederlage gegen Oxford United zum ersten Mal auf der Bank. Nachdem er in den folgenden Monaten zu keinerlei Einsätzen für die Profis gekommen war, wechselte er am 30. Juni 2017 bis zum Ende der Saison in einem Leihgeschäft zum Drittligisten Shrewsbury Town. Nachdem er auch dort nicht den Sprung in die erste Elf schaffen konnte, kehrte er bereits nach zwei Monaten zu seinem Stammverein zurück.
Sein Debüt für Swansea City bestritt er letztendlich am 6. Februar 2018 beim 8:1-Pokalsieg gegen Notts County, indem er auch einen Treffer erzielen konnte. Sein Ligadebüt gab er am 17. August 2018 beim 0:0-Unentschieden gegen Birmingham City. Sein erstes Ligator gelang ihm am 24. November 2018, als er bei der 1:4-Heimniederlage gegen Norwich City den einzigen Treffer seines Teams markierte. Seine Leistungen bei Swansea machten auch den Ligakonkurrenten Leeds United auf den Flügelspieler aufmerksam, welche im Januar 2019 ein Angebot in Höhe von 10 Millionen Pfund bei Swansea hinterlegten. Sein Verein und er akzeptierten das Angebot und James hatte bereits den Medizincheck absolviert, jedoch wurde das Angebot kurz vor Transferschluss doch zurückgewiesen und er verblieb bei den Walisern. Am Ende der Spielzeit 2018/19 hatte er in 33 Ligaeinsätzen vier Tore erzielt und neun weitere vorbereitet.
Nach wochenlangen Spekulationen um seine Person wechselte James zur Saison 2019/20 zum Erstligisten Manchester United. Bereits in seinem ersten Pflichtspiel für die Red Devils beim 4:0-Heimsieg gegen den FC Chelsea am 11. August 2019, erzielte er nach seiner Einwechslung ein Tor.
Zur Saison 2021/22 verpflichtete Manchester United mit Jadon Sancho neben seinen bisherigen Konkurrenten Anthony Martial, Marcus Rashford und Mason Greenwood einen weiteren Flügelspieler. Dennoch kam er unter Ole Gunnar Solskjær an den ersten 3 Spieltagen zu 2 Startelfeinsätzen. Nachdem Ende August 2021 am letzten Tag der Transferperiode noch Cristiano Ronaldo zu United zurückgekehrt war, wechselte James am selben Tag zum Ligakonkurrenten Leeds United, bei dem er einen Vertrag bis zum 30. Juni 2026 unterschrieb.
Im September 2022 wechselte der Spieler für eine Saison auf Leihbasis zum FC Fulham.

### Nationalmannschaft
Seine erste Einberufung für die walisische Fußballnationalmannschaft erhielt er 2017 für das Qualifikationsspiel zur Weltmeisterschaft 2018 gegen Serbien. Sein Debüt gab er erst im November 2018 gegen Albanien. Sein erstes Tor erzielte er in seinem zweiten Länderspieleinsatz gegen die Slowakei.
Für die Europameisterschaft 2021 wurde er in den walisischen Kader berufen.